# Anton Augustín Baník

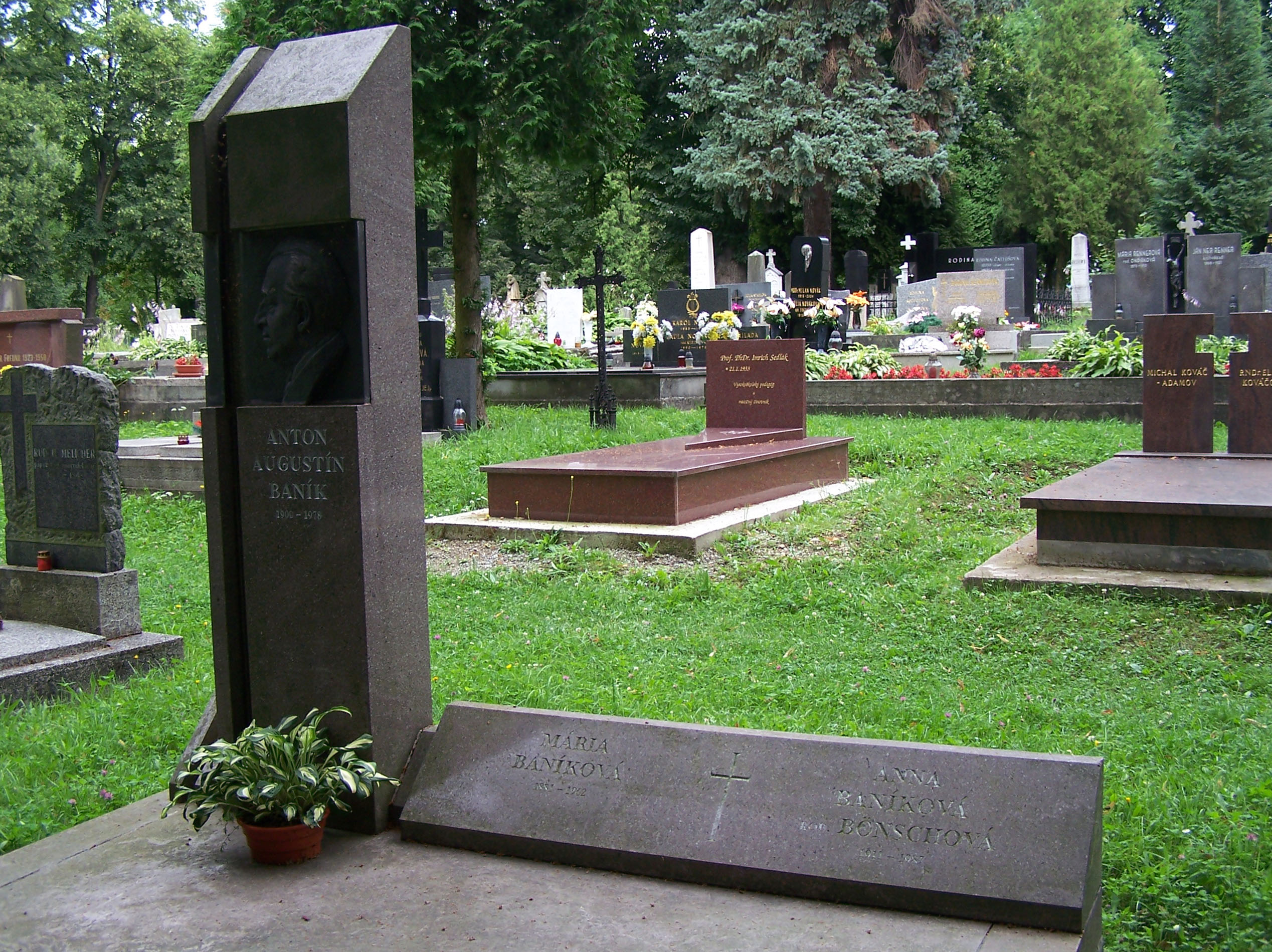
La tomba al Cimitero nazionale di Martin.

Anton Augustín Baník (Valaská, 26 febbraio 1900 – Martin, 29 dicembre 1978) è stato uno storico, filosofo e filologo slovacco specializzato nello studio del Risorgimento slovacco.

## Biografia
Studiò al ginnasio classico di Vác. Dopo la maturità, nel 1917 si iscrisse al Politecnico di Budapest, da dove nel 1919 si trasferì all'Istituto tecnico di Brno. Interruppe gli studi tecnici nel 1923 per iscriversi alla facoltà di filosofia dell'Università Comenio di Bratislava. Nel corso di questi studi fu premiato da Jozef Škultéty.
Terminò gli studi nel 1934, ma aveva già iniziato a lavorare nel 1928 con un impiego alla biblioteca e archivio dell'Ufficio regionale e successivamente, dal 1930 come redattore del giornale Slovák di Bratislava.
Nel 1932 si trasferì a Trnava, dove fu bibliotecario, archivista, redattore e custode del museo Osvald della Società di Sant'Adalberto. 
Dal 1938 risiedette a Martin, al servizio della Matica slovenská dapprima come bibliotecario poi come amministratore della Biblioteca nazionale, in seguito come archivista e redattore del dipartimento letterario-scientifico. 
Nel 1940 conseguì l'abilitazione come docente universitario e tornò all'università di Bratislava, ove si dedicò dal 1943 al 1949 allo studio della storia della letteratura slovacca antica. Aderì all'Insurrezione nazionale slovacca. 
Dal 1949 non gli fu più permesso tenere corsi all'università. Si rifugiò allora presso la Matica slovenská, dove si dedicò a un'intensa attività. In seguito alla legge sulla Matica slovenská del 1954 che ne limitava fortemente il campo d'azione, ebbe l'incarico di capo dell'archivio letterario dell'istituto. Nel giugno del 1956 fu accusato di aver allacciato contatti con fuoriusciti slovacchi durante il periodo di un soggiorno di studio a Vienna. Non fu indagato, ma nel 1958 fu demansionato, ma poté ugualmente proseguire nel suo lavoro. In quell'anno la censura non gli permise di pubblicare una monografia su Franz Liszt, di cui era già stata stampata una parte. Lavorò alla Matica slovenská fino al 1971, quando andò in pensione. Negli ultimi anni si dedicò al riordinamento del suo archivio e della sua biblioteca di 100 000 volumi, che donò alla Matica slovenská. Morì a Martin e fu sepolto nel Cimitero nazionale slovacco.

## Opere (elenco parziale)

### Filosofia del popolo slovacco
- Národné meno Slováka ("Il nome della nazione slovacca"), in: Kultúra, 1936, č. 1.
- Poslanie Slovákov v dejinách ("La missione degli slovacchi nella storia"), in: Kultúra, 1936, č. 1, pp. 11–15.
- Pohľad na ideové základy Spolku svätého Vojtecha ("Uno sguardo sui fondamenti ideologici della Società di Sant'Adalberto"), in: Kultúra, 1937, pp. 255–259.
- O národnej jednote Slovákov ("Sull'unità nazionale degli Slovacchi"), in: Slovensko, 1940, p. 81 e sgg.
- Kresťanská idea v slovenskom národnom živote ("L'idea cristiana nella vita nazionale slovacca"), in: Kultúra, 1943, č. 4, pp. 148–158.
- O historickom poslaní slovenského národa ("Sulla missione storica del popolo slovacco") Trascrizione della conferenza alla radio slovacca del 26 novembre 1943, ALU SNK A. A. Baník. sign. 132A08
- Duchovná jednota slovenského národa ("Unità spirituale del popolo slovacco"), 1946.
- O dialektickej podstate slovenského konfesionalizmu ("Sulla sostanza dialettica del confessionalismo slovacco") (versione abbreviata), in: Slovenské pohľady, 1947, č. 11–12. pp. 653–666.
- O dialektickej podstate slovenského konfesionalizmu ("Sulla sostanza dialettica del confessionalismo slovacco"), 2ª ed., testo completo e corretto, Martin, 2000

### Storia della Grande Moravia
- O veľkej Morave a o historických problémoch slovenského praveku ("Della Grande Moravia e dei problemi storici dell'antica storia slovacca"), in: Slovenský národ, 1926.
- Devinizmus ("Devinismo"), in: Budúcnosť, roč. 2, 1928, č. 2, 3. -
- Pramene, literatúra i podstata dejín o Pribinovi a Koceľovi ("Fonti storiche, letteratura ed elementi storici su Pribina e Koceľ"), in: Kultúra, 1933, č. 7–8.
- Apoštol Gorazd, Bernolákovci v národnom živote slovenskom ("L'apostolo Gorazd, i seguaci di Bernolák nella vita nazionale slovacca"), 1935.
- Apoštol Gorazd v dejinách, slovenský kňaz, spisovateľ a svätec ("L'apostolo Gorazd nella storia, sacerdote slovacco, scrittore e santo"), in: Kultúra, 1937, č. 4.

### Storia e storia delle letteratura dei grandi avvenimenti della storia slovacca
- Ján Hollý a slovenské národné obrodenie ("Ján Hollý e il Risorgimento nazionale slovacco"), in: Vatra, 6, 1924/1925, č. 1–2, pp. 21–23, č. 3, pp. 57–63, č. 4–5, pp. 91–95, (pubblicato come volume): Pamiatke Trnavskej univerzity, Trnava, 1935.
- Autobiografia Jozefa Viktorina ("Autobiografia di Jozef Viktorin"), in: Sborník literárno-vedného odboru SSV, 2, 1935, zv. 1, s. 99-167.
- Význam Trnavskej univerzity a trnavských univerzitných slávností ("Ragguaglio sull'università di Trnava e sulle sue glorie"), in: Kultúra, 1935, č. 1–12, pp. 540–551.
- J. B. Magin a jeho politická, národná i kultúrna obrana Slovákov roku 1728 ("J. B. Magin e la sua difesa politica, patriottica e culturale degli Slovacchi nell'anno 1728"), Trnava, 1936.
- Pomocníci A. Bernoláka v rokoch 1786 –1790 pri diele slovenského literárneho obrodenia, ("I collaboratori di A. Bernolák negli anni 1786-1790 nell'opera del rinascimento letterario slovacco"), in: Kultúra, 1937, č. 9–10, pp. 193–203.
- Novšie údaje na poznanie J. B. Magina, jeho diela i doby ("Nuovi dati sulla figura di J. B. Magin, la sua opera e i suoi tempi"), Trnava, 1937.
- Zemplín, Šariš a Spiš v pravom svetle ("Zemplín, Šariš e Spiš nella giusta luce"), in: Slovenský typograf, 1940, p. 44 e sgg.
- „Cirkulár“ slovenského typografa Gabriela Ruttkayho-Dauka z roku 1817 ("La circolare del tipografo slovacco Gabriel Ruttkay-Dauko nel 1817"), in: Tamže, 1941, s. 59 a nasl.
- 180 rokov tomu, čo sa narodil vo Veľkých Chlievanoch pri Bánovciach J. Palkovič ("180 anni da quando nacque a Veľké Chlievany presso Bánovce Juraj Palkovič), in: Kultúra, 1943, č. 12, s. 585 – 599.
- Tri prejavy Š. Moyzesa na valných hromáždeniach MS v rokoch 1863–1865 ("Tre interventi di Š. Moyzes alle assemblee generali della Matica slovenská negli anni 1863-1865"), Martin, 1947.
- (curatore): Pozdravné listy Š. Moyzesovi v rokoch 1861–1863 ("Lettere di saluto a Š. Moyzes negli anni 1861-1863"), Martin, 1947.
- Pracovné námety pre miestne odbory MS ("Appunti di lavoro per le sezioni locali della Matica slovenská"), 1949.
- Literárny archív MS, jeho kultúrny význam, pracovné úlohy a stav ("L'archivio letterario della Matica slovenská, il suo significato culturale, le sue mansioni e la sua situazione"), Martin, 1958.
- Rok zo života Juraja Fándlyho ("Un anno della vita di Juraj Fándly"),  In: Slovenské pohľady, 1950, č. 9, pp. 507–551.
- Pripomienky k hodnoteniu Apológie J. B. Magina ("Memorie per la valutazione dell'Apologia di J. B. Magin"), in: Historický časopis, 25, 1977, č. 3, pp. 411–418.

### Lingua slovacca
- Slovenská reč a jej zovnútorný a vnútúrný vývoj, ("La lingua slovacca e la sua evoluzione esterna e interna"), in: Pamätnica Spolku slovenských akademikov Tatran, Brno, 1923, pp. 15–176.
- Zveľadenie jazyka slovenského ("La fioritura della lingua slovacca"), in: Slovák (18. 10.—26.11) 1931.
- Návrh literárneho odboru SSV na úpravu pravidiel slovenského jazyka ("Il progetto del dipartimento letterario della Società di Sant'Adalberto nella preparazione delle regole grammaticali della lingua slovacca"), T 1932.
- Návrh literárneho odboru SSV na úpravu pravidiel slovenského jazyka, Il progetto del dipartimento letterario della Società di Sant'Adalberto nella preparazione delle regole grammaticali della lingua slovacca"), in: Kultúra, 1937,č. 14.

### In slovacco
- Jozef Kuzmík, Dr. A. A. Baník, bibliotekár MS a správca Slovenskej národnej knižnice, in: Knižnica 2 (6), 1960, pp. 10–35.
- Ján Tibenský, A. B. Baník, šesťdesiatročný, in: Knižničný zborník 1960, Martin, 1960.
- P. Liba (a cura di), A. A. Baník šesťdesiatročný. Autobiografia, Martin, 1970.
- J. Ambruš, K sedemdesiatke A. A. Baníka, in: Slovenská archivistika 5, 1970, č. 1.
- Augustín Maťovčík, A. A. Baník, sedemdesiatročný, in: Slovenské pohľady, 1970, č. 3, pp. 32–133.
- A. A. Baník sedemdesiatročný – v personálnej typodokumentácii, Martin, 1970
- J. Marták, Vzácny človek, in: Matičné čítanie, 1970, č. 4.
- necrologi: in Historický časopis, 27, 1979, č. 2, p. 332. – in: Slovenská literatúra, 26, 1979, č. 3, p. 309.
- Augustín Maťovčík, Národná a svetonáhľadová koncepcia A. A. Baníka, in: Viera a život, 1991, č. 4, pp. 296–302.
- Na margo Baníkových úvah o slovenskom konfesionalizme. in: Anton Augustín Baník, O dialektickej podstate slovenského konfesionalizmu, Martin, 2000, pp. 71–79.
- Anton Augustín Baník (Kapitoly zo života a diela), Martin, Slovenská národná knižnica 2010
- J. Letz, A. A. Baník, in: Slovenská kresťanská filozofia 20. storočia a jej perspektívy, 2010, pp. 28-37, 304-305.
- Slovenský biografický slovník
- Zdenko Ďuriška, Národný cintorín v Martine, Martin, Matica slovenská, 2007, p. 63 ISBN 978-80-7090-800-6

### In altre lingue
- (FR)  Renée Perreal e Joseph A. Mikuš, La Slovaquie: une nation au cœur de l'Europe, Lausanne, 1992, pp. 182, 212

| Controllo di autorità | VIAF (EN) 75002969 · ISNI (EN) 0000 0001 0988 7291 · LCCN (EN) n97010308 · GND (DE) 132075997 |